# 바우루 (음식)
바우루(포르투갈어: bauru)는 브라질의 샌드위치이다. 로스트 비프(또는 프레준투)와 녹인 치즈, 토마토가 들어간 샌드위치이며, 상파울루주의 상징적인 음식이기도 하다. 

## 이름
샌드위치 레시피를 만들어낸 카지미루 핀투 네투(Casimiro Pinto Neto)의 고향인 도시 바우루(Bauru)의 이름을 땄다.

## 역사
1937년 상파울루의 식당 폰투 시키(Ponto Chic)에 자주 들르던 상파울루 대학교 법대생 카지미루 핀투 네투(Casimiro Pinto Neto)가 주방장에게 만들어 달라고 했던 샌드위치이다. 이후 정식 메뉴가 되었고, 네투의 고향 도시인 바우루의 이름이 붙었다.

## 만들기
프랑스빵에 로스트 비프와 토마토, 오이 피클, 중탕해 녹인 치즈를 끼워 만든 샌드위치이다. 전통적으로 프라투, 슈테페, 하우다, 스위스 네 가지 종류의 치즈가 사용되며, 현대에는 로스트 비프 대신 프레준투를 쓰거나 네 가지 치즈 대신 단순히 모차렐라를 쓰는 경우도 많다.

## 사진

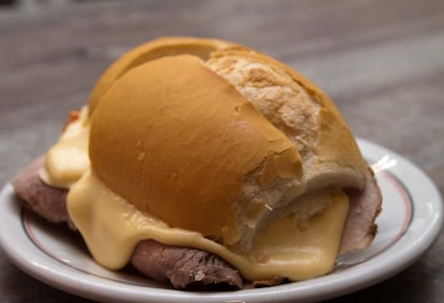
바우루

## 같이 보기
- 미스투 켄치